# Герардеска, Пьетро
Пьетро Герардеска, граф Доноратико (Pietro Gherardesca, также известный как Petrus Pisanus, Petrus Gerardescus, Pietro della Geradesca, Pietro Gherardeschi) — католический церковный деятель XII века. Возведён в ранг кардинала-священника Сан-Марчелло на консистории 1112 года. Затем в 1117 году стал кардиналом-священником Санта-Сусанна. Участвовал в выборах папы Геласия II (1118), Гонория II(1124) и антипапы Анаклета II (1130). После смерти последнего, вернулся в лоно церкви и Иннокентий II вернул ему титул Санта-Суссанна. Затем участвовал в выборах Целестина II (1143) и Луция II (1144).